# وزیره (یمن)
وزیره (به عربی الوَزیرَة )، دهستانی است در ناحیه «شّلف»، از أعمال «العّدین»، از توابع استان مَهره در کشور یمن در شبه جزیره عربستان است. 

## جمعیت
جمعیت آن ( ۶۴۴۸ ) نفر (۱۸۸ خانوار) می‌باشد.

## روستاها
- روستای المقاریح
- روستای القرین
- روستای المجدودة

مؤرخ (الأکوع) می‌نویسد که در دوران گذشته علماء و فقهاء و خطباء برجسته‌ای از این دهستان برخاسته‌اند که زبان‌زد منطقه بوده‌اند، مشهورترین آنان:
- الفقیه: ابراهیم بن ابراهیم الوزیری. از أعیان قرت ششم هجری قمری.
- الفقیه: عبدالله بن أسعد الوزیری. صاحب کتاب: در شرح اللمع لأبی اسحاق الشیرازی، وآنرا چنین نامگذاری نموده‌است:(غایة الطلب والمأمول فی شرح اللمع فی الأصول). در أواخر عمرش در روستای (ذی هزیم) و در سال ۶۱۳ هجری قمری فوت کرد.

## منبع
- المقحفی، ابراهیم، احمد، (مُعجَم المُدُن وَالقَبائِل الیَمَنِیَة) ، منشورات دار الحکمة، صنعاء، چاپ پنجم، وانتشار سال ۱۹۸۵ میلادی به (عربی).